# Лиеж (остров)
Лиеж (на френски: Île Liège; на английски: Liège Island) е остров в архипелага Палмър, разположен в североизточната част на море Белингсхаузен, попадащо в акваторията на Тихоокеанския сектор на Южния океан. Остров Лиеж се намира в централната част на архипелага, на 5 km североизточно от остров Брабант, от който го отделя протока Бука дьо ла Грие, а на североизток протока Крокер го отделя от остров Хозисън и о-вите Кристина. Дължина от североизток на югозапад 17 km, ширина 5,8 km. Бреговата му линия е силно разчленена от множество малки заливи и полуострови между тях. Релефът е планински (планината Брюгман) с височина до 700 m.
Островът е открит, изследван и топографски заснет през януари 1898 г. белгийската антарктическа експедиция с ръководител Адриан Жерлаш дьо Гомери, който наименува острова в чест на жителите на белгийската провинция Лиеж, които спонсорират част от експедицията.